# علي بن عبد الله بن عباس
الإمامُ السجَّاد القانِت أبُو الحَسَن عَليُّ بن عَبدِ الله بن العَبَّاس بن عَبدِ المُطَّلِب الهاشِميُّ القُرشيُّ (40 - 118 هـ / 660 - 736 م) ولد عام قتل الإمام علي فسمي باسمه. حدث عن أبيه ابن عباس وأبي هريرة وابن عمر وأبي سعيد وجماعة، وروى عنه بنوه عيسى وداود وسليمان وعبد الصمد والزهري ومنصور بن المعتمر وسعد بن إبراهيم وعلي بن أبي حملة وآخرون. أمه ابنة ملك كندة مشرح بن عدي. وكان جسيما وسيما كأبيه طوالا مهيبا مليح اللحية يخضب بالوسمة. ورد عن الأوزاعي وغيره أنه كان يصلي في اليوم ألف سجدة، وقال ابن سعد: هو ثقة قليل الحديث. قال له عبد الملك بن مروان: لا أحتمل لك الاسم والكنية فغيره وكناه أبا محمد. قال عكرمة قال لي ابن عباس ولابنه علي انطلقا إلى أبي سعيد الخدري فاسمعا من حديثه، فأتيناه في حائط له. وقال علي بن أبي حملة دخلت على علي بن عبد الله وكان آدم جسيما ورأيت له مسجدا كبيرا في وجهه. ذكر الإمام الذهبي في سير أعلام النبلاء أن علي بن عبد الله كان يصلي مئة ركعة في اليوم وذلك سبب تلقيبه بالسجاد.

## نسبه نشأته
هو علي بن عبد الله بن العباس بن عبد المطلب بن هاشم الهاشمي القرشي.
كان على بن عبد الله بن العباس من التابعين وكنيته أبي الحسن وأبي محمد، (أمّه زُرْعة بنت مِشْرَح بن مَعْدِ يكَرِب بن وَليعة بن شُرَحْبيل بن معاوية بن حُجْر القِرْد بن الحارث الولاّدة بن عمرو بن معاوية بن الحارث بن معاوية بن ثَوْر بن مرتِّع بن ثَوْر) ، وأمه ابنة ملك كندة مشرح بن عدي،

## صفاته
وكان جسيما وسيما كأبيه طوالا، مهيبا، مليح اللحية، يخضب بالوسمة .
وصفه المؤرِّخون بأنه أجمل قرشي على وجه الأرض في وقته، وكان طويلًا مفرط الطول، وكان كثير العبادة حتى لُقِّب بالسَّجَّاد، قال ابن كثير: كان علي هذا في غاية العبادة والزهادة والعلم والعمل وحُسْن الشكل والعدالة والثقة.
وكان سيدًا شريفًا، وكان مُعَظَّما جدًّا إلى الحدِّ الذي كان إذا قدم مكة حاجًّا أو معتمرًا عطلت قريش مجالسها في المسجد الحرام، وهجرت مواضع حلقها، ولزمت مجلس علي بن عبد الله إعظامًا وإجلالًا وتبجيلًا؛ فإن قعد قعدوا، وإن نهض نهضوا، وإن مشى مشوا جميعًا حوله، وكان لا يرى لقرشي في المسجد الحرام مجلس ذِكْر يجتمع إليه فيه حتى يخرج علي بن عبد الله من الحرم.
ولد أبي الحسن علي بن عبد الله عام 40 هـ بعد قتل علي بن أبي طالب فسماه عبد الله بن عباس عليا وكناه بأبي الحسن، قال له عبد الملك بن مروان لاأحتمل لك الاسم والكنية جميعاً فغيره بأبي محمد.
سقاية العباس (الزمازمة) تولاها وراثيا علي بن عبدالله بن عباس فقد جاء في تاريخ دمشق لابن عساكر :

## نبذه
نهل من علم أبيه حبر الأمة عبد الله بن عباس حفظ عنه، وتعلم على يد أبي سعيد الخدري وأخذ عنه، يقول وقد أرسله إليه أبوه هو وعكرمة مولاه ليتعلما منه ويأخذا عنه: {انطلقا إلى أبي سعيد الخدري فاسمعا من حديثه، فأتيناه وهو في حائط له، فلما رآنا قام إلينا، فقال: مرحبا بوصية رسول الله. ثم أنشأ يحدثنا، فلما رآنا نكتب قال: لا تكتبوا واحفظوه كما كنا نحفظ، ولا تتخذوه قرآنًا}.
حدث عن أبي هريرة وعبد الله بن عمر بن الخطاب، وغيرهم. وهو قليل الحديث.
وحدث عنه بنوه عيسى وداود وسليمان وعبد الصمد، وحدث عنه ابن شهاب وسعد بن إبراهيم قاضي المدينة، ومنصور بن المعتمر وجملة وآخرون.
وعاش في المدينة، وسافر إلى البصرة والشام وقد أقطعه الأمويون قرية بصقع الشام طريق المدينة تعرف بالحميمة فأقام بها.
ضربه الوليد بن عبد الملك في خلافتة مرتين إحداهما في تزويجه لبابة بنت عبد الله بن جعفر بن أبي طالب ، وكانت عند عبد الملك، فعض تفاحة وناولها، وكان أبخر، فقشطتها بسكين، وقالت : أميط عنها الأذى، فطلقها، فتزوجها علي .
والثانية ضرب ووضع على جمل مقلوبا ينادى عليه: هذا علي الكذاب لأنهم بلغهم (يعنى بني أمية وكان هذا في عصر الوليد بن عبد الملك ) عنه أنه كان يقول: أن هذا الأمر «يعني الخلافة» يصير في ولدى وحلف ليكونن فيهم وقد حدث بالفعل فيما بعد، وكان علي بن عبد الله هو جد الخلفاء العباسيين .

## أخباره
وعن أبي المغيرة كنا نطلب له النعل فما نجده حتى يستعمله لكبر رجله قلت لقب بالسجاد لكثرة صلاته وقيل إنه دخل على عبد الملك فأجلسه معه على السرير قال المبرد ضربه الوليد مرتين إحداهما في تزويجه لبابة بنت عبد الله ابن جعفر وكانت عند عبد الملك فعض تفاحة وناولها وكان أبخر فقشطتها بسكين وقالت أميط عنها الأذى فطلقها فتزوجها علي ورؤي مضروبا وهو على جمل مقلوبا ينادى عليه هذا علي الكذاب لأنهم بلغهم عنه أنه يقول إن هذا الأمر سيصير في ولدي وحلف ليكونن فيهم حتى تملك عبيدهم الصغار الأعين العراض الوجوه وقيل إنه دخل على هشام فاحترمه وأعطاه ثلاثين ألفا ثم قال هذا الشيخ اختل وخلط يقول إن هذا الأمر سينتقل إلى ولدي فسمعها علي فقال والله ليكونن ذلك وليتملكن هذان وكان معه ولدا ابنه السفاح والمنصور قلت كان قد أسكنه هشام بالحميمة قرية من البلقاء هو وأولاده توفي سنة ثماني عشرة ومئة عن ثمان وسبعين سنة وهو جد الخلفاء وله من الولد المذكورون ومحمد الإمام وصالح وأحمد وبشير ومبشر وإسماعيل وعبد الله وعبيد الله وعبد الملك وعثمان وعبد الرحمن ويحيى وإسحاق ويعقوب وعبد العزيز والأحنف وعدة بنات.

## من كلماته
ذكر عند علي بن عبد الله بن عباس بلاغة رجل، فقال: إني لأكره أن يكون مقدار لسانه فاضلا على مقدار علمه، كما أكره أن يكون مقدار علمه فاضلا على مقدار عقله.
وقال: إن اصطناع المعروف قربة إلى الله وحظ في قلوب العباد وشكر باقي.
وأنشد قائلاً:
ودخل على هشام بن عبد الملك، فاحترمه وأعطاه ثلاثين ألفا، ثم قال: إن هذا الشيخ اختل وخلط، يقول إن هذا الأمر سينتقل إلى ولدي (يقصد الخلافة)، فسمعها علي، فقال: والله ليكونن ذلك، وليتملكن هذان (وكان معه ولدا ابنه السفاح والمنصور).

## ذريته
هو جد الخلفاء العباسيين. وله من الولد محمد الإمام، وعيسى، وداود، وسليمان، وعبد الصمد، وصالح، وأحمد، وبشير، ومبشر وإسماعيل، وعبد الله، وعبيد الله، وعبد الملك، وعثمان، وعبد الرحمن، ويحيى، وإسحاق، ويعقوب، وعبد العزيز، والأحنف، وعدة بنات.

## وفاته
توفي في الشام سنة 118 هـ. وقال أبو معشر وغيره: توفي بالشام سنة 117 هـ. عن ثمان وسبعين سنة.

## المرجع
- الأعلام للزركلي
- وفيات الأعيان
- تاريخ ابن الاثير
- تاريخ الطبري
- تاريخ دمشق (كتاب)
- سير أعلام النبلاء
- البداية والنهاية